# Dominik Schmid (Fußballspieler, 1989)
Dominik Schmid (* 6. Januar 1989 in Kelheim) ist ein deutscher Fußballspieler. Er spielt seit Sommer 2011 für den TV Riedenburg.

## Karriere
Schmid spielte in seiner Jugend unter anderem für den FC Bayern München. Von 2006 bis 2011 spielte Schmid für die SSV Jahn Regensburg, zunächst in der Jugend, in der Saison 2008/09 auch in der ersten Mannschaft. 2011 wechselte er in die Kreisliga zum TV Riedenburg. Mit diesem stieg er 2013 in die Bezirksliga auf, Schmid erzielte dabei 19 Saisontore.